# UACV - Unità Analisi Crimine Violento
UACV - Unità Analisi Crimine Violento è un programma televisivo settimanale scritto con la collaborazione della Polizia scientifica italiana, e trasmesso da Rai 3 nel 2006.
Il programma ha trattato casi reali di omicidi.
La prima di 8 puntate per la seconda serata (alle 23.35), è andata in onda il 28 gennaio 2006, l'ultima il 18 marzo 2006.